# Michaela Šojdrová

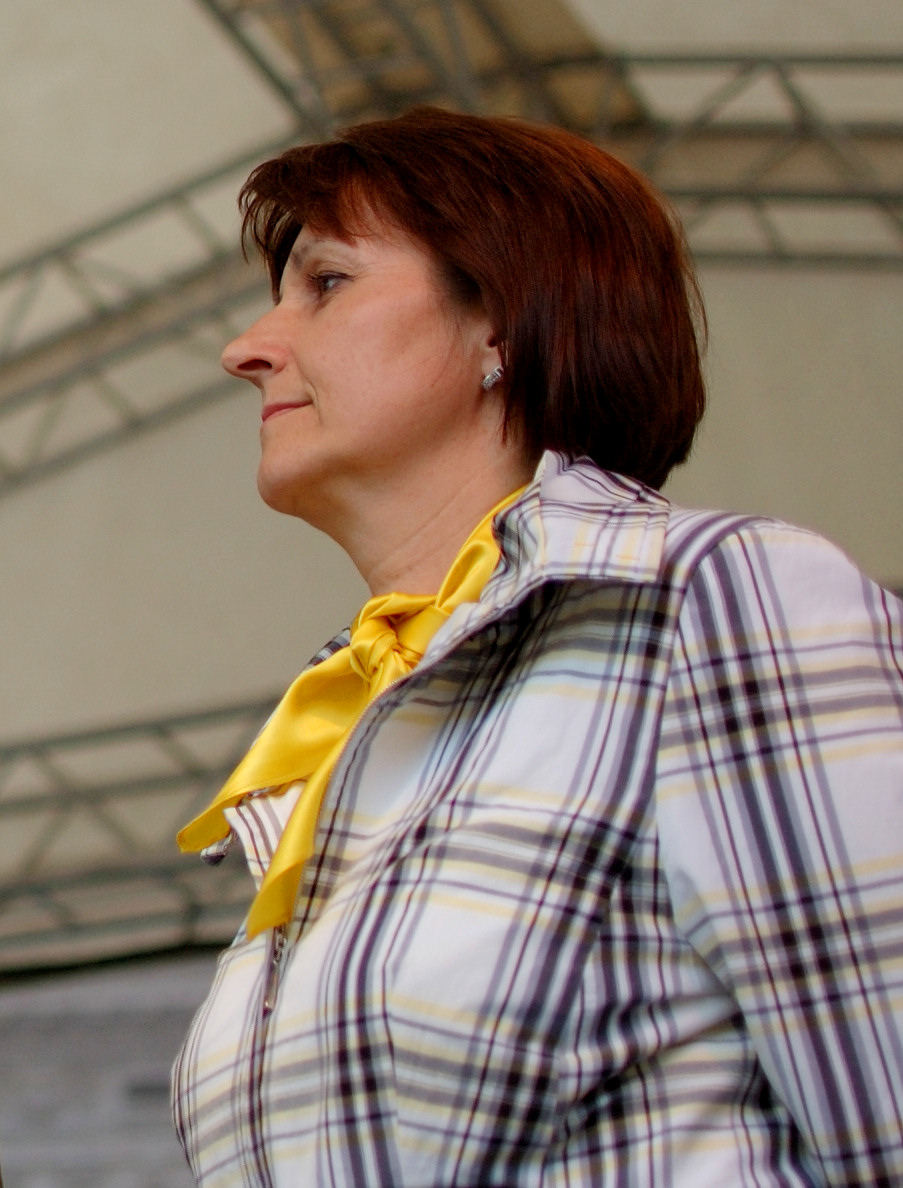
Michaela Šojdrová (2010)

Michaela Šojdrová (* 28. Oktober 1963 in Gottwaldov) ist eine tschechische Politikerin der KDU-ČSL.

## Leben
Šojdrová studierte von 1983 bis 1987 Gartenbau an der Landwirtschaftlichen Hochschule Brünn. Nach dem Fall des eisernen Vorhangs arbeitete sie in den 1990er Jahren als Französischlehrerin am Erzbischöflichen Gymnasium in Kroměříž.
Ihre Mutter Eva Novaková war in den 1990er Jahren zunächst für die HSD-SMS und später für die KDU-ČSL ebenfalls Parlamentsabgeordnete.

## Politik
1989 trat Šojdrová in die KDU-ČSL ein. 1996 kandidierte sie erfolgreich für das tschechische Abgeordnetenhaus und konnte ihr Mandat bei den Wahlen 1998, 2002 und 2006 jeweils wieder gewinnen, bis ihre Partei bei der Wahl 2010 an der Fünfprozenthürde scheiterte. Während ihrer Zeit im tschechischen Parlament gehörte sie durchgehend dem Ausschuss für Wissenschaft, Bildung, Kultur, Jugend und Sport an und war ab 2002 dessen stellvertretende Vorsitzende. Darüber hinaus war sie bis 1998 zunächst auch Mitglied des Ausschusses für Sozialpolitik und Gesundheit sowie ab 2007 zusätzlich auch des Ausschusses für Verfassungsrecht. Zudem war sie Vorsitzende der parlamentarischen Freundschaftsgruppe mit Frankreich.
Von 2003 bis 2006 sowie erneut ab 2008 fungierte Šojdrová als stellvertretende Vorsitzende der KDU-ČSL. Nach der Abgeordnetenhauswahl im Mai 2010 trat der bisherige Parteivorsitzende Cyril Svoboda infolge des Ausscheidens der Partei aus dem Parlament von seinem Amt zurück, woraufhin Šojdrová kommissarisch die Parteiführung übernahm, bis im November mit Pavel Bělobrádek ein neuer Vorsitzender gewählt wurde.
Seit 2014 ist Šojdrová Abgeordnete im Europäischen Parlament. Dort gehört sie dem Ausschuss für Kultur und Bildung an und war von 2014 bis 2017 sowie erneut seit 2022 dessen stellvertretende Vorsitzende. Darüber hinaus war sie 2014 bis 2019 Mitglied im Ausschuss für die Rechte der Frau und die Gleichstellung der Geschlechter sowie in der Delegation im Gemischten Parlamentarischen Ausschuss EU-Türkei. In der Legislaturperiode ab 2019 gehörte sie zudem den Delegationen in der Parlamentarischen Versammlung EURO-NEST, im Parlamentarischen Partnerschaftsausschuss EU-Armenien, im Ausschuss für parlamentarische Kooperation EU-Aserbaidschan und im Parlamentarischen Assoziationsausschuss EU-Georgien an.

## Auszeichnungen
Für ihren Beitrag zur Entwicklung freundschaftlicher Beziehungen zwischen Tschechien und Frankreich erhielt sie 2009 vom französischen Staatspräsidenten Nicolas Sarkozy den nationalen Verdienstorden.